# ミリアム・スピテリ・デボノ
ミリアム・スピテリ・デボノ（マルタ語: Myriam Spiteri Debono, 1952年10月25日 - 2025年7月24日）は、マルタの政治家。第11代大統領（2024年 - 2025年）。
ゴゾ島出身の女性としては史上初の大統領である。1996年から1998年には、女性として初めて代議院（国会）議長を務めた。

## 経歴
ゴゾ島のヴィクトリア（ラバト）に、ミリアム・ザミットとして生まれる。ゴゾ島の公立校を経てマルタ大学で英文学と言語学を専攻し、1973年に卒業した。あわせて法律も学び、1980年に公証人資格を得た。
総選挙にマルタ労働党から5回（1981年、1987年、1992年、1996年、2003年）立候補したが、1度も当選することはなかった。しかし、1982年に労働党の全国委員に選出され、1993年から1996年には党の女性部長を務めた。
1996年9月、首相のアルフレッド・サントから女性として初めて代議院（国会）議長に指名され、1998年10月まで在任した。

### 大統領職
2024年3月21日、次期大統領の最有力候補にスピテリ・デボノが浮上しているとの報道がなされた。その翌週には首相府と野党の指導者が、そのことを裏付ける声明を共同で発した。3月27日に代議院で、満場一致でスピテリ・デボノが大統領に選出された。大統領の選出に国会の3分の2以上の賛成を必要とする憲法改正が2020年に行われて以降、実際に大統領が選出されたのはこれが初めてであった 。大統領就任式は4月4日に執り行われた。
アガサ・バーバラとマリールイーズ・コレイロ・プレカに次ぐ史上3人目の女性大統領であり、ゴゾ島出身者としてもアントン・ブティジェッジとチェンスー・タボーネに次ぐ史上3人目の大統領である 。
首相に指名された際、スピテリ・デボノは自らがテクノフォビアであり、いまだに携帯電話は折り畳み式であること、メールはアシスタントに口述筆記してもらっていること、アドレスは夫のものを使っていることなどを明らかにした。

## 人物
成人して以降の大部分をビルキルカラで過ごしてきた。公証人の夫アンソニー・スピテリ・デボノとのあいだにイレーナ、ジョージ、マリア・クリスティーナの3子がおり、さらにアレクサンドラ、ポール、ポッパ、ベッペの4人の孫もいる
。

## 栄典
- マルタ国家功労勲章グランドマスター、コンパニオン・オブ・オナー（大統領への授与が慣例になっている）